# Michel-Ange Slodtz

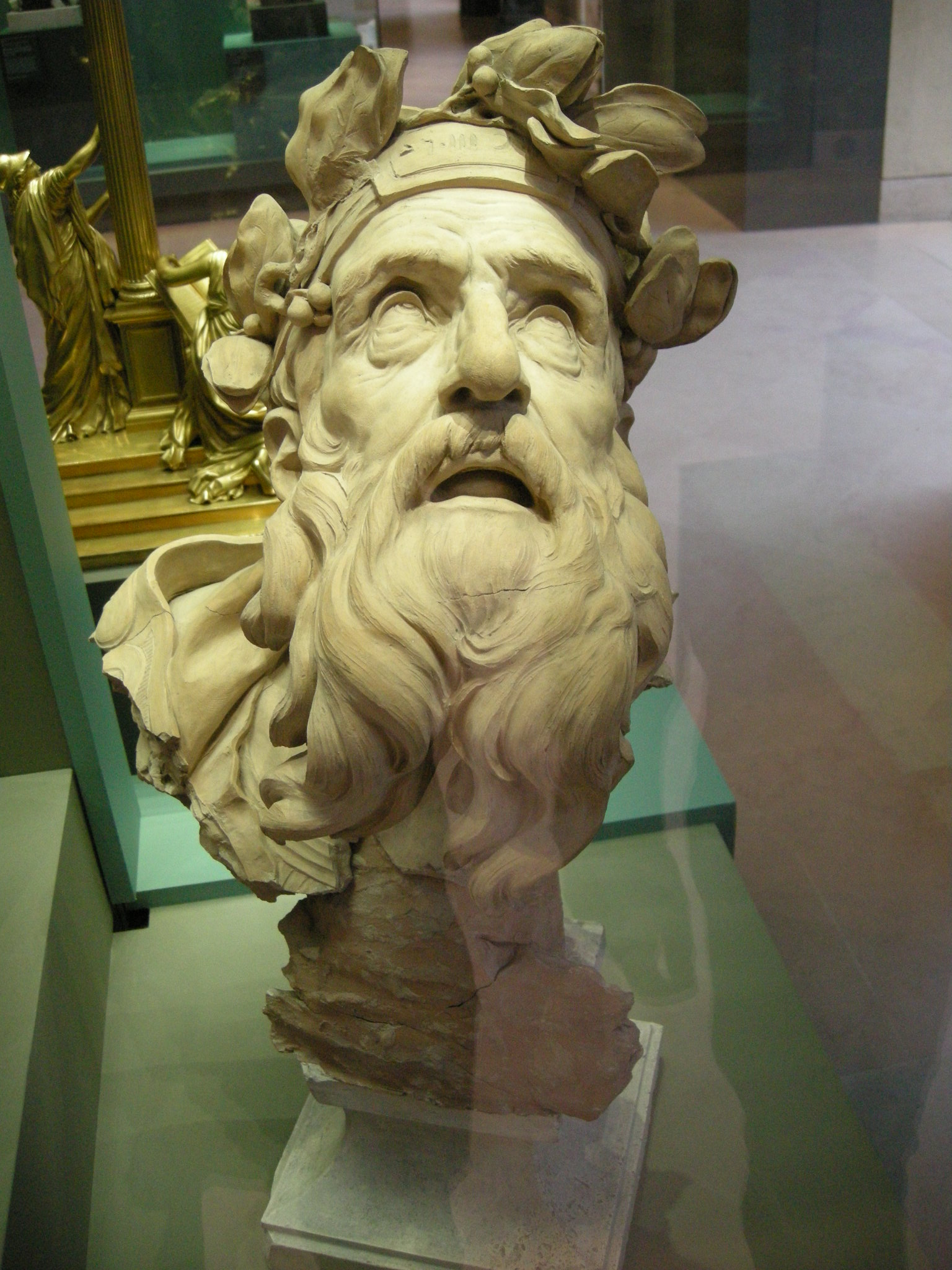
Michel-Ange Slodtz, Chrysés, terracotta 1740 c.

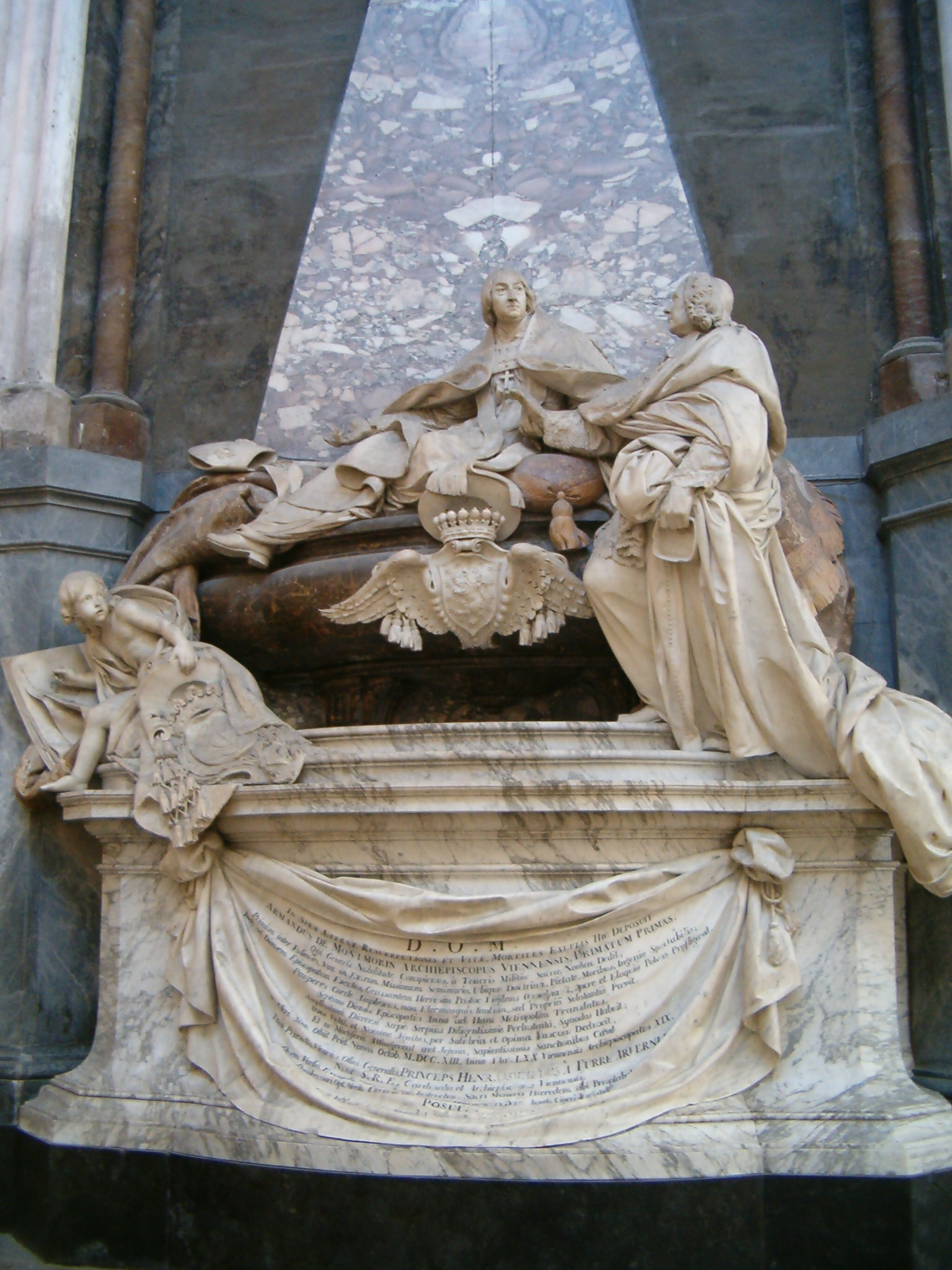
Michel-Ange Slodtz, Monumento funebre di arcivescovi, Cattedrale di Vienne

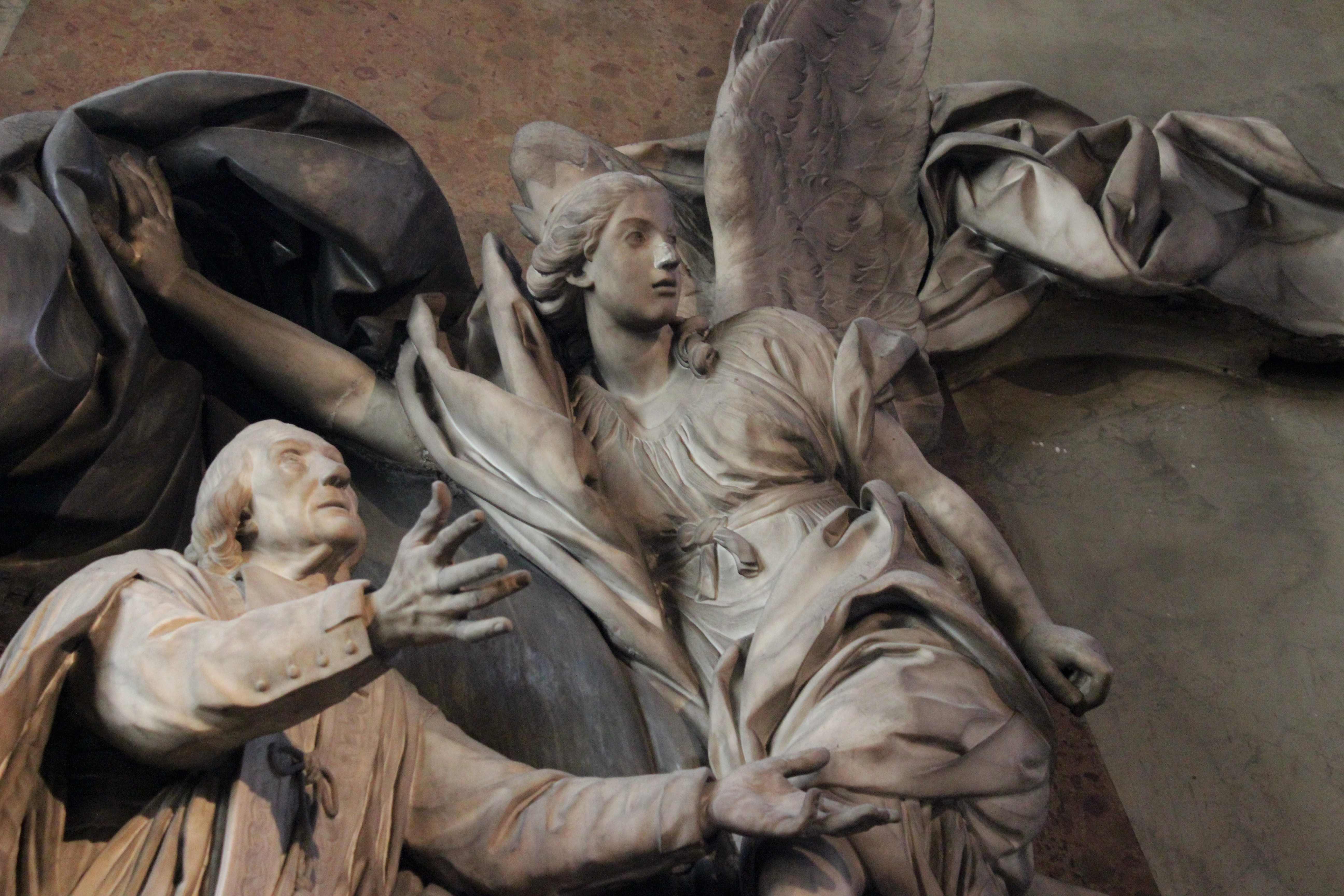
Michel-Ange Slodtz, Monumento funebre di Jean-Joseph Languet de Gergy (part.)

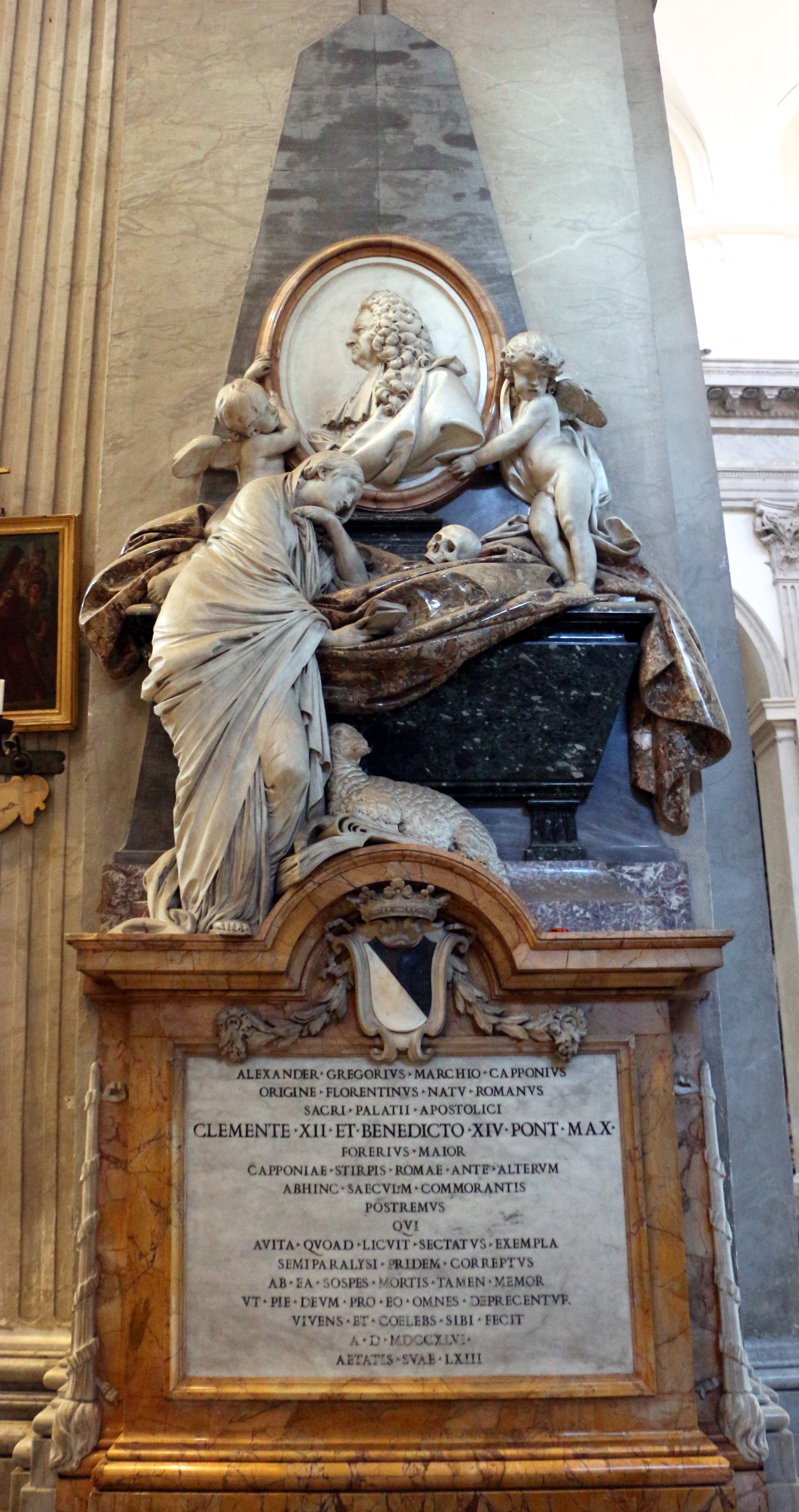
Ferdinando Fuga, monumento funebre di Alessandro Gregorio Capponi, sculture di Michel-Ange Slodtz, 1746

Michel-Ange Slodtz (Parigi, 27 settembre 1705 – Parigi, 27 ottobre 1758) è stato uno scultore francese.

## Biografia
René-Michel Slodtz, chiamato dai fratelli Michel-Ange per la sua perizia, era figlio di Sébastien Slodtz (Anversa 1655 - Parigi 1726), scultore e decoratore fiammingo, trasferitosi a Parigi, dove collaborava a realizzare apparati effimeri, per feste religiose e alla corte. Scultori erano anche due suoi altri figliː Sébastien-Antoine (Parigi 1695 - Parigi 1754) e Paul-Ambroise (Parigi 1702 - Parigi 1758) Di quest'ultimo è nota l'opera scultorea La caduta di Icaro, del 1743, conservata al museo del Louvre. Un altro figlio, Dominique-Francois Slodtz (c. 1710-1764), era pittore.
Michel-Ange Slodtz ottenne il secondo Prix de Rome per la scultura nel 1724, con l'opera Gli abitanti di Sodoma colpiti da cecità e ottenne identico premio nel 1726.

### A Roma
Dal 1728 al 1736 Michel-Ange Slodtz fu pensionato dell'Accademia di Francia. A Roma studiò in particolare la scultura rinascimentale e barocca e vi restò fino al 1746, impegnato nella realizzazione di importanti commissioni. Seguace della corrente berniniana, elaborò uno stile personale, elegante e ricco di movimento. Fu accolto come membro nell'Accademia di San Luca grazie all'opera L'Amicizia e i suoi attributi, del 1749. Fu maestro degli scultori francesi Charles François Hutin e Jean-Antoine Houdon, di cui si conservano opere a Roma.
Michel-Ange Slodtz scolpì nel 1737 il monumento funebre di Nicolas Vleughels, direttore dell'Accademia di Francia, nella chiesa di San Luigi dei Francesi. Scolpì anche la statua di San Bruno, nel 1744, messa nella nicchia di un pilastro della cupola della basilica di San Pietro, in Vaticano, e le sculture per la tomba di Alessandro Gregorio Capponi, disegnata nel 1746 da Ferdinando Fuga, nella basilica di San Giovanni dei Fiorentini.
Nella Basilica di San Marco eseguì l'altorilievo della navata centrale sinistra, con la Visione di San Giovanni Evangelista, in cui l'enfasi barocca si stempera nella grazia e nella delicatezza settecentesca del modellato. Per la chiesa di Santa Maria della Scala scolpì il medaglione a bassorilievo Santa Teresa trafitta dal dardo dell’Angelo. Nella Chiesa del Santissimo Nome di Maria sono di Slodtz gli stucchi alla lanterna.
Alla Biblioteca dell'Accademia Nazionale dei Lincei e Corsiniana, di Michel-Ange Slodtz si conserva il busto in marmo del cardinale Neri Maria Corsini junior, firmato e datato.

### Ritorno a Parigi
Lasciò cinque opere scultoree nella chiesa del Saint-Sulpice: il monumento funebre di Jean-Joseph Languet de Gergy, del 1757, e le sculture Giustizia, Prudenza, San Marco e San Matteo. 
Insieme a suo fratello Sébastien-Antoine, nella chiesa di Saint-Merri scolpì la decorazione del coro (1758), con la statua della Gloria, dorata e circondata da putti. Sue opere si trovano anche nella cattedrale di Amiens e nella Cattedrale di Bourges.
Con Guillaume Coustou, il Giovane scolpì i frontoni de l'Hôtel de la Marine, che rappresentano La Magnificenza e La Felicità e quelli dell'Hôtel di Coislin che rappresentano L'Agricoltura e Il Commercio. I due palazzi sono affacciati su Place de la Concorde.
Ha scolpito anche opere per il Castello di Fontainebleau, per il Castello di Saint-Hubert, e per il Castello di Choisy le Roi. Realizzò le sculture per il monumento funebre degli arcivescovi Armand de Montmorin de San-Hérem e Henri-Osvald de la Tour d'Auvergne de Bouillon, nella cattedrale di San Maurizio a Vienne.
Nel 1756 fu accolto nell'Académie Royale di Rouen e nel 1758 divenne dessinateur de la chambre et du cabinet du roi.

### Altre sue opere in musei
- Ifigenia, busto in terracotta, Louvre
- Crise, sacerdote d'Apollo, busto in terracota, Louvre
- Jean-Francois de Troy, busto, Victoria and Albert Museum